# Kobiety w dynastii Piastów
Kobiety w dynastii Piastów. Rola społeczna piastowskich żon i córek do połowy XII wieku – studium porównawcze – monografia historyczna Grzegorza Paca, historyka z Uniwersytetu Warszawskiego, przedstawiająca wyniki jego komparatystycznych badań nad wczesnymi polskimi królowymi i księżniczkami. W zakres badań wchodzi przede wszystkim Kronika Galla Anonima, religijna działalność władczyń oraz problematyka nadawania imion dzieciom z dynastii.  

## Treść
Praca jest nieznacznie zmienioną wersją rozprawy doktorskiej Grzegorza Paca Rola społeczna żon i córek w dynastii Piastowskiej do połowy XII wieku, którą obronił w Warszawie w 2011 roku.
Książka składa się z pięciu rozdziałów. W pierwszym z nich Grzegorz Pac analizuje przekaz kroniki Galla Anonima dotyczący kobiet w piastowskiej dynastii. Pomijając Rzepkę, skupia się w pierwszej kolejności na Dobrawie. Gall przedstawia Czeszkę jako odpowiedzialną za przyjęcie chrztu przez Mieszka I, miała ona odmawiać mu do tego czasu pożycia małżeńskiego. Badacz zwraca uwagę na odmienny obraz stosunków między małżonkami w przekazie Thietmara. Według kroniki tego biskupa Dobrawa miała dopuszczać się łamania postu (domyślnie również seksualnego), w celu nawrócenia swojego męża. Pac wskazuje na występowanie w średniowiecznej literaturze motywu wędrownego mulier suadens – kobiety nawracającej męskich władców. Wśród licznych przykładów wymienia między innymi Annę Porfirogenetkę i Olgę z Powieści minionych lat, Klotyldę i Ingundę z Historii Franków, Etelburgę i innych z Historia ecclesiastica gentis Anglorum, Teodolindę z Historii Longobardów, Ludmiłę – zwłaszcza z homilii Factum est, Gizelę z Chronicon sive Chronographia lub Vita Henrici II. Imperatoris czy Adelajdę z Kroniki polsko-węgierskiej. Na tej podstawie badacz przekonuje, że w średniowiecznej mentalności kobieta była szeroko powiązana z funkcją chrystianizacyjną, nie zawsze też musiała – jak sugerował Jacek Banaszkiewicz – działać w tym celu długo i uporczywie. Stąd też ciężko wywnioskować, jaką rzeczywistą rolę mogła mieć Dobrawa na chrzest Mieszka, choć historyk podkreśla, iż rola ta została Czeszce dość wcześnie przypisana przez tradycję.
W przypadku Judyty czeskiej autor analizuje biblijne analogie przywiedzione przez Galla Anonima. Przez nawiązanie do Sary podkreśla on prawowierność następstwa tronu Bolesława Krzywoustego zestawiając go wraz z Zbigniewem z parą braci Izaak–Izmael. Historyk głębiej analizuje zestawienie żony Władysława Hermana z biblijną zabójczynią Babilończyka Holofernesa, przedstawiając przy tym liczne świadectwa odbioru tej ostatniej w średniowieczu. Biblijna Judyta przedstawiana była jako wzór czystości (mimo swojego wdowieństwa). Dodatkowo kronikarz zestawił jej czyn z urodzeniem przez Czeszkę Krzywoustego nadając mu symbolikę mesjanistyczną. Pac podkreśla również opisaną przez Anonima działalność jałmużniczą księżnej, zestawiającą ją – w świetle przytoczonych analogii – do królowych uznawanych za święte.
Trzecią analizowaną przez badacza gallowską niewiastą jest żona Chrobrego, dotychczas przez część historyków utożsamiana z Emnildą. Pac wykazuje, że opis z kroniki nie dotyczy konkretnej osoby, najprawdopodobniej jest jedynie zabiegiem literackim wpisującym się w obiegowe motywy. Królowa przedstawiona jest tam jako obrończyni skazanych przez władcę poddanych, potajemnie – lecz czasem za jego wiedzą – przetrzymująca winnych i wyjednująca u niego przebaczenie ich win. Obraz taki jest według autora charakterystycznym motywem Friedensvermittelerin – kobiety przywracającej pokój, mediatorki. Zachowanie takie miało nie podkopywać fundamentów władzy królewskiej, odpowiada bowiem typowej ceremonii poddania i pojednania. Autor wskazuje też na inne przykłady małżonek, czyniących podstępem dobre uczynki za milczącą zgodą władców. Królowa Małgorzata Szkocka miała według poświęconemu jej żywotowi wykradać pieniądze z królewskiego skarbca, aby przekazać je potrzebującym. W Vita Mathildis posterior hagiograf opisał, jak królowa wykradała się nocą z łoża Henryka I, by oddawać się modlitwom. Według historyka Gall włączył do kroniki anegdotę o dobrej żonie nie dlatego, że chciał opisać konkretną osobę, ale po to, by dopełnić nią wizerunek dobrego władcy, jako osoby słuchającej swych najbliższych doradców.
W części poświęconej Judycie Salickiej autor analizuje sugestię Galla, że o Sieciechu i królowej powiedział już wystarczająco dużo. Jest ona o tyle zaskakująca, że o samej Judycie Salickiej kronikarz zamieścił wcześniej jedynie trzy wzmianki, nie wymieniając jej nawet z imienia. Według badacza wskazuje to na udział macochy po stronie palatyna w jego konflikcie ze Zbigniewem i Władysławem. Pac przedstawia materiał komparatystyczny dotyczący cudzołóstwa małżonków i proponuje, abstrahując od rzeczywistości, interpretację kronikarskiego tekstu jako sugestii romansu królowej z palatynem.
Na koniec rozdziału historyk przygląda się jeszcze wizerunkowi Rychezy i Zbysławy. Według niego informacja o przeszkodach kanonicznych przy ślubie tej ostatniej z Krzywoustym świadczy o niechęci kronikarza do księżnej.
Drugi rozdział skupia się na działalności żon władców Polski w dziedzinie finansowania kościoła. Autor rozpoczyna od analizy XIV-wiecznej informacji z jednej kopii Kroniki polsko-śląskiej o ufundowania poznańskiego kościoła Bogurodzicy przez Dobrawę. Badacz zwraca uwagę na najnowsze ustalenia archeologiczne, przesuwające powstanie kaplicy w Ostrowie Tumskim na okres przed przyjazdem Dobrawy do Polski. Historyk podaje w wątpliwość możliwość samodzielnej budowy świątyni przez żonę władcy, nie wykluczając przy tym jej współudziału w fundacji Mieszka. Samo przypisanie przez późną wzmiankę kronikarską głównej roli w powstaniu obiektu badacz tłumaczy ugruntowanym w XIV wieku wizerunkiem Czeszki jako chrystianizatorki państwa oraz maryjnym wyznaniem świątyni, kojarzącym się powszechnie w Europie z funkcją żony władcy.
W dalszej części rozdziału autor podaje nowe argumenty przemawiające za tezą Romana Michałowskiego o udziale Rychezy w kulcie Mikołaja z Miry na terenie Polski, wcześniej łączonego z działalnością kupców, których jest patronem. Pac przegląda aktualne ustalenia archeologiczne i historyczne dotyczące wymienionym przez Michałowskiego świątyń, dodając do nich jeszcze Kościół św. Mikołaja w Żarnowie, dzielący wcześniej wezwanie z Maryją. Analizując Psałterz Egberta badacz wyciąga wniosek o wczesnym kulcie Mikołaja – skryba zostawił w kalendarzu na 6 grudnia puste miejsce, by, zdaniem Paca, wspomnienie Mikołaja zapisano złotem. Historyk wskazuje na Ezzonidów, jako na szczególnych szerzycieli kultu biskupa Miry, który za pośrednictwem cesarzowej Teofano dodawał im legitymizacji. Jako dodatkowy argument za wpływem Rychezy na nadawanie świątyniom patrymoniów, historyk przywołuje fundację jej córki Gertrudy, która w Kijowie ufundowała żeński klasztor pod tym samym wezwaniem.
Kolejnym przedmiotem analizy autora monografii jest działalność fundacyjna Judyty czeskiej opisana przez Jana Długosza. W swych rocznikach Długosz przypisuje matce Krzywoustego trzy kolejne nadania: kasztelania Chropy dla katedry krakowskiej, dla klasztoru tynieckiego i dla katedry we Włocławku. Problemem w przekazie kronikarza jest to, iż znał on tylko jedną żonę Władysława Hermana o imieniu Judyta, Judytę Salicką nazywał on Zofią. Stąd też zebrane przez niego informacje o fundacjach mogły zostać przypisane niewłaściwej osobie. Taką tezę wysnuł Grzegorz Labuda, przypisując w związku z tym wszystkie fundacje ostatniej żonie Władysława Hermana. Grzegorz Pac analizuje pojedynczo trzy wymienione przypadki i polemizując z tym twierdzeniem. Nadanie kasztelanii łagowskiej badacz uznaje za niewiarygodne, powołuje się na ustalenia historyków przeczące istnieniu w XI wieku diecezji włocławskiej. W przypadku nadania Chrop autor zestawia informację Długosza z zachowaną w Kalendarzu katedry krakowskiej notatką o śmierci darczyńczyni. Nota ta podaje datę śmierci Judyty czeskiej (24 grudnia), nazywając ją jednak królową, który to tytuł przysługiwał jedynie wdowie po królu Salomonie. Badacz nadaje większe znaczenie dacie dziennej, uznaje więc Judytę czeską za bardziej prawdopodobną donatorkę. Na donatorkę Księżnicy wskazuje jednoznacznie dokument legata Idziego z Kodeksu dyplomatycznego klasztoru tynieckiego. Choć sam dokument jest falsyfikatem, fakt tej fundacji według historyka zasługuje na wiarę.
Autor omawia również kwestię nadań Salomei: dla opactwa w Mogilnie, klasztoru w Trzemesznie i opactwa w Zwiefalten. Badacz zastanawia się nad wyborem obdarowanych klasztorów, zwłaszcza leżącego poza władztwem Piastów Zwiefalten. Rozważa związki nadań księżnej z polityką wsparcia reformy hirsaugijskiej. W tym kontekście przedstawia materiał komparatystyczny dotyczący wspierania reform klasztornych przez monarchinie.
Osobno omówione zostają księgi religijne i hipotezy ich ufundowania przez żony polskich władców. W tym kontekście historyk analizuje Sakramentarz tyniecki, Ewangeliarz emmeramski, gnieźnieński i płocki oraz Psałterz Egberta stanowiący część Kodeksu Gertrudy. Autor omawia europejski kontekst związku władczyń z literaturą sakralną.
W rozdziale trzecim badacz stara się odpowiedzieć na pytanie, dlaczego w memoriach na terenie Rzeszy polskie księżne nie zamieszczały imion swych mężów i dzieci. Posługując się materiałem komparatystycznym, autor wskazuje na charakterystyczną zależność pomiędzy kommemoracją, a nadaniami dla danego ośrodka religijnego. Badacz przekonuje, iż regułą było wymienianie osoby, od której pochodził grunt nadany klasztorowi. W tym kontekście księżne nadające swoje niemieckie ziemie nie uwzględniały w żaden sposób swych piastowskich mężów. Koniec trzeciego rozdziału Grzegorz Pac poświęca na obalenie tezy Tomasza Jurka, utożsamiającej królową Agnieszkę z Necrologium Zwiefaltense z Wyszesławą Światosławówną. Badacz przeciwstawia się także propozycji Krzystofa Benyskiewicza identyfikacji Agnieszki z Judytą Salicką.
W czwartym rozdziale Grzegorz Pac prowadzi hipotetyczne rozważania na temat istnienia na terenie Polski w XI wieku klasztorów żeńskich. Autor przywodzi materiał komparatystyczny wskazujący na powszechność monastycyzmu żeńskiego w świeżo schrystianizowanych państwach. Jednocześnie analizuje wzmianki źródłowe z Żywotu Pięciu Braci Męczenników oraz informacje Thietmara, wymieniające córkę Chrobrego jako ksienię. Autor zwraca między innymi uwagę na to, że biskup podałby prawdopodobnie konkretny klasztor, w którym księżniczka miała być przełożoną, gdyby znajdował się on na terenie cesarstwa. Jednocześnie jednak historyk odnosi się negatywnie do hipotezy wczesnopiastowskiego istnienia konwentu żeńskiego na krakowskim Zwierzyńcu.
Ostatni rozdział autor poświęcił strategii nadawania imion w dynastii Piastów. Rozważa też, dlaczego po wyjściu za Piasta, panna młoda nie otrzymywała nowego imienia (sprzeciwia się przy tym doszukiwania się kontrprzykładu w przypadku Dobroniegi Marii – uważa on parę tych imion za tradycyjne na Rusi zestawienie imienia pogańskiego i chrzcielnego). Historyk zwraca uwagę, że w przypadku pierwszych Piastów znamy bardzo mało imion dynastycznych córek, przy czym część z nich mogą stanowić imiona otrzymane po zawarciu związku małżeńskiego. Badacz wykazuje, że imiona zazwyczaj nadawany były po przodkach z linii męskiej. Występują jednak liczne odstępstwa od tej praktyki. I tak według Badacza Bolesław Chrobry swoje imię zawdzięcza tradycji czeskiej, zaś imiona jego dzieci (Otton i Matylda) bazują na prestiżu dynastii Ludolfingów, mimo braków więzów pokrewieństwa.

## Recenzje
Aneta Pieniądz z Uniwersytetu Warszawskiego uznała książkę za nowatorską, docenia podjęcie trudnej tematyki. Chwali poziom erudycji historyka, w szczególności zaś liczbę źródeł wykorzystanych przy użyciu metody komparatystycznej. Za szczególnie celne analizy uznaje te dotyczące imienia „Judyta” oraz topos królowej-mediatorki. Recenzentka ceni też powściągliwość Grzegorza Paca w wysuwaniu zbyt śmiałych tez. Do minusów pracy zaliczyła niedocenienie przez badacza problematyki macierzyństwa. Autor zignorował na przykład rolę matki Mieszka I przy prezentacji go ojcu po odzyskaniu wzroku.
Rafał Rutkowski z Uniwersytetu Warszawskiego polemizuje z niektórymi wynikami analiz Paca, dotyczącymi Kroniki Galla Anonima. W przypadku Dobrawy i chrztu Mieszka widzi on tu motyw kobiety stawiającej warunki przed wstąpieniem w związek małżeński, a w mniejszym stopniu topos mulier suadens. Za nadinterpretację badacza uznał dopatrywanie się w przekazie Thietmara sugestii poczęcia Chrobrego w trakcie postu. Podobnie zarzucił autorowi doszukiwanie się niewyrażonej przez Galla sugestii romansu Judyty Salickiej z Sieciechem. Pochwalił zwłaszcza analizę przedstawienia w kronice Judyty Czeskiej oraz identyfikację i omówienie toposu w opisie żony Bolesława Chrobrego. Zdaniem recenzenta historyk nie dość krytycznie odniósł się do tez Rafała Prinkego, dotyczących skandynawskiej genealogii. Rutkowski docenia erudycję i rzetelność, chwali koncept pracy, jej czytelność jak i jakość wydania. Krytykuje natomiast zbyt obszerne cytowanie i inne kwestie wpływające na przesadną objętość tomu.